# Clorură de plutoniu
Clorura de plutoniu este o sare a plutoniului cu acidul clorhidric cu formula chimică PuCl3. 

## Structură
Atomii de plutoniu în clorura de plutoniu cristalizată are numărul de coordinare egal cu nouă, iar structura cristalului este trigonală, prismatică. 

## Utilizări
În prezent, clorura de plutoniu nu reprezintă niciun interes economic sau comercial, dar este folosită în timpul cercetărilor științifici. Se încearcă dezvoltarea unui reactor nuclear care poate folosi și clorură de plutoniu în topitură. 

## Hazard
Ca și în cazul tuturor compușilor plutoniului, ea este sub controlul Tratatului de Neproliferare Nucleară. Datorită radioactivității plutoniului, toți compușii acestuia, printre care se numără și clorura de plutoniu, sunt calde la atingere. Însă contactul nu este recomandat, deoarece pot apărea leziuni.